# Пекхэм, Джордж и Элизабет
Джордж Пекхэм (1845—1914) и Элизабет Пекхэм (1854—1940) — американские супруги: учителя, биологи-систематики, этологи, энтомологи и арахнологи. Изучали поведение животных, в том числе пауков-скакунов и ос.

## Биография

### Джордж
Джордж Пекхэм родился в Олбани (Нью-Йорк). В 18 лет он пошёл в армию, чтобы принять участие в Гражданской войне в США и дослужился до звания младшего офицера. После войны, в 1867, получил научную степень в области права. После выпуска он работал в юридической фирме в Милуоки, но, не найдя себя в этой области, стал студентом-медиком. В 1872 второе образование было получено. Но вместо того, чтобы практиковать медицину, Джордж начал преподавать биологию. Затем он женился на своей коллеге Элизабет, занимал руководящие посты в университетах Милуоки, был директором библиотеки. Скончался в возрасте 68 лет 10 января 1914 года.

### Элизабет
Элизабет Мария Гиффорд (позже Пекхэм) родилась в Милуоки. Окончила колледж. Была активной суфражисткой и библиотекарем, одним из первых в городе. Скончалась от пневмонии в возрасте 85 лет 11 февраля 1940 года, пережив мужа более чем на четверть века.

## Таксоны, названные в честь супругов
- род Peckhamia

- Cicurina peckhami (Simon, 1898)
- Acragas peckhami (Chickering, 1946)
- Bellota peckhami Galiano, 1978
- Chapoda peckhami Banks, 1929
- Compsodecta peckhami Bryant, 1943
- Corythalia peckhami Petrunkevitch, 1914
- Goleta peckhami Simon, 1900
- Habrocestum peckhami Rainbow, 1899
- Habronattus peckhami (Banks, 1921)
- Hasarius peckhami Petrunkevitch, 1914
- Heliophanus peckhami Simon, 1902
- Hyllus brevitarsis peckhamorum Berland & Millot, 1941
- Myrmarachne peckhami Roewer, 1951
- Pachomius peckhamorum Galiano, 1994
- Pelegrina peckhamorum (Kaston, 1973)
- Pensacola peckhami Bryant, 1943
- Salticus peckhamae (Cockerell, 1897)
- Telamonia peckhami Thorell, 1891
- Thiodina peckhami (Bryant, 1940)
- Uroballus peckhami Zabka, 1985
- Viciria peckhamorum Lessert, 1927